# Алвар
Алвар је град у Индији у држави Раџастан. Према незваничним резултатима пописа 2011. у граду је живело 315.310 становника.

## Становништво
Према незваничним резултатима пописа, у граду је 2011. живело 315.310 становника.
| 1991.   | 2001.   | 2011.   |
| ------- | ------- | ------- |
| 205.086 | 260.593 | 315.310 |